# یواس‌اس دیودان (اس‌اس-۳۴۹)
یواس‌اس دیودان (اس‌اس-۳۴۹) (به انگلیسی: USS Diodon (SS-349)) یک زیردریایی بود که طول آن ۳۱۱ فوت ۹ اینچ (۹۵٫۰۲ متر) بود. این زیردریایی در سال ۱۹۴۵ ساخته شد.